# 환각특급
환각특급(The Trip)은 미국에서 제작된 로저 코먼 감독의 1967년 영화이다. 피터 폰다 등이 주연으로 출연하였고 로저 코먼 등이 제작에 참여하였다.

## 출연

### 주연
- 피터 폰다
- 수잔 스트라스버그

### 조연
- 브루스 던
- 데니스 호퍼
- 바보라 모리스
- 샐리 사크즈